# Bulbostylis emmerichiae
Bulbostylis emmerichiae är en halvgräsart som beskrevs av Tetsuo Michael Koyama. Bulbostylis emmerichiae ingår i släktet Bulbostylis och familjen halvgräs. Inga underarter finns listade i Catalogue of Life.